# Jarmenovci
Jarmenovci (en serbe cyrillique : Јарменовци) est un village de Serbie situé dans la municipalité de Topola, district de Šumadija. Au recensement de 2011, il comptait 388 habitants.

## Démographie
| 1948 | 1953 | 1961 | 1971 | 1981 | 1991 | 2002 | 2011 |
| ---- | ---- | ---- | ---- | ---- | ---- | ---- | ---- |
| 594  | 447  | 467  | 488  | 525  | 445  | 563  | 388  |

|  |